# Kretek

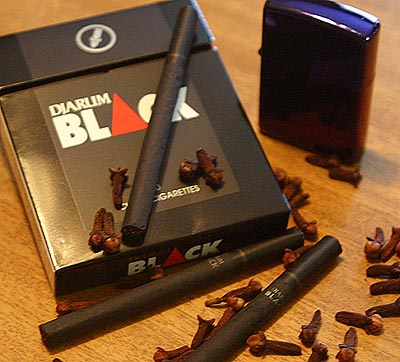
Djarum, uma popular marca de cigarros de cravo

Cigarro-de-cravo ou kretek (onomatopeia para o som de folhas se quebrando) é um cigarro aromatizado, sabor cravo, originário da Indonésia. Possui vários nomes comercais como: Bentoel, Djarum, Gudang Garam, Jakarta, Sampoerna, Dji Sam Soe e WismilakTerong, entre outros.

## História
A empresa de tabaco de mesmo nome, foi fundada em 27 de agosto de 1958 por Surya Wonowidjojo. A Indonésia é a maior produtora de kretek do mundo. A vende do cigarro de cravo é proibida no Brasil.
1. ↑  Gilman, Sander L., ed. (2004). Smoke: a global history of smoking. London: Reaktion Books
2. ↑  Post, The Jakarta. «Brazil bans sale of clove cigarettes - Fri, April 13, 2012». The Jakarta Post (em inglês). Consultado em 15 de julho de 2025
3. ↑  «STF mantém resolução da Anvisa que proíbe cigarros aromatizados». Agência Brasil. 1 de fevereiro de 2018. Consultado em 15 de julho de 2025